# Augenfleck-Schlangenkopffisch
Der Augenfleck- oder Punkt-Schlangenkopffisch (Channa pleurophthalma, Syn.: Ophicephalus urophthalmus, Ophicephalus spiritalis) ist ein 40 Zentimeter lang werdender Raubfisch, der in Indonesien, im Batang Hari und im Musi im Südosten der Insel Sumatra und auf Kalimantan, eventuell auch auf Padang, in Weißwasser- und Schwarzwasserflüssen vorkommt. Der Fisch wird zum Verzehr und zum Export als Aquarienfisch vom Menschen gefangen.

## Merkmale
Der Augenfleck-Schlangenkopffisch hat den typischen, walzenförmigen Körper aller Schlangenkopffische, der höchstens kurz vor dem Schwanz seitlich etwas abgeflacht ist. Bei dieser Art sind Bauchflossen vorhanden. Die lange Rückenflosse wird von 40 bis 43 Flossenstrahlen gestützt, die Afterflosse von 28 bis 31 weichen. In einer mittleren Längsreihe zählt man 57 bis 58 Schuppen. Zwischen Seitenlinie und Basis der Rückenflosse befinden sich 5½ Schuppenreihen.
Die Farbe ausgewachsener Fische ist auf der Oberseite in der Regel bräunlich, die Seiten irisieren metallisch, grünlich oder bläulich, die Bauchseite ist meist gelblich. Auffälliges und namensgebendes Merkmal sind einige große, schwarze Augenflecken, die orange umrandet sind. Normalerweise befinden sich zwei bis drei große Augenflecken auf den Flanken sowie je ein weiterer auf der Schwanzwurzel und dem Kiemendeckel. Auf der Basis von After- und Schwanzflosse können sich orange Flecken befinden. Die unpaaren Flossen (Rücken- und Afterflosse) sind braun gefleckt und mit braunen Querbinden gezeichnet. Beide Geschlechter sind gleich gefärbt.
Junge Augenfleck-Schlangenkopffische weisen ein netzartiges Muster von vier bis sechs unterbrochenen schwarzen Längsstreifen auf, die sich schließlich zu den Augenflecken entwickeln.

## Lebensweise
Über die Lebensweise des Augenfleck-Schlangenkopffischs liegen keine näheren Informationen vor. Zur Fortpflanzung bauen die Fische wahrscheinlich ein Nest aus Pflanzenmaterial, wie es von anderen Schlangenkopffischen bekannt ist.